# 3D-Coat
3D-Coatは、ウクライナのPILGWAYによって開発されているスカルプト・ペイントソフト。

## 特徴
開発はAndrew Shpaginほぼ個人で行われている。
低価格でありながら柔軟かつ理解の容易なインターフェイスを持つ高機能スカルプトソフトである。
大きな特徴はポリゴンのトポロジに依存しないボクセルスカルプト機能である。これは、空間を細かな箱の集合と見なして立体表現する物で、たとえばポリゴンベースの場合、細く伸ばした部分のポリゴン密度が下がるため、その部分のスカルプトが困難になるが、ボクセルスカルプトではそのような問題は発生しない。ただしディテールの有無にかかわらず空間のすべてを均一に分解するため多くのメモリを必要とする。そのため精緻な造形をするためには大量のメモリと高速なCPUが要求される。
また、ほかのスカルプトソフト同様にポリゴンベースのスカルプトも可能であり、最近のバージョンではボクセルスカルプトよりも機能強化に力を入れている。
ver4以降では、live clay機能を搭載し、ポリゴンベースのスカルプトでもトポロジに依存せずにスカルプトが可能になった。これはスカルプトする部分のポリゴンを動的に分割をかけることで、どのような場所であってもディテールを任意の密度で追加するための機能である。
また、ほか特徴として極めて高機能なリトポロジーツール群とUV展開機能を有している。これらの機能は同様の機能を持つ他のツールよりも特に強力であり、リトポロジー、UV展開専用のソフトとして使うユーザーも多い。autopoと表記される自動リトポロジー機能もあり、適切なガイドラインを作れば高品位なリトポロジーをほぼ自動で行うことが出来る。
ペイント機能もあるため、スカルプトからリトポロジー、UV展開、テクスチャ作成までが出来るので、法線マップ、ディフューズ、スペキュラマップを含めたリギング前までのポリゴンモデルが3D-Coatのみで作成することが出来る。なお、3D-CoatはUVに依存しないテクスチャペイントが出来るPtexを扱える数少ないソフトである。
頻繁にベータ版が更新され、日々バグフィックスと機能追加や強化がなされている。